# 1991 AB
1991 AB är en asteroid i huvudbältet som upptäcktes den 7 januari 1991 av de båda japanska astronomerna Shigeru Inoda och Takeshi Urata i Karasuyama.
Asteroiden har en diameter på ungefär 14 kilometer och den tillhör asteroidgruppen Adeona.